# Andrea di Samosata
Andrea di Samosata (in latino: Andreas Samosatensis) (fl. V secolo) è stato vescovo di Samosata, nell'attuale Turchia, nella prima metà del V secolo d.C.

## Biografia
Inizialmente vicino alle posizioni di Nestorio e della “scuola antiochena”, nell’ambito del dibattito cristologico del V secolo confutò - come pure fece Teodoreto di Cirro - i dodici Anatematismi composti da Cirillo di Alessandria, il quale replicò accusandolo di nestorianesimo; il testo di Andrea si è conservato in modo frammentario, per tradizione indiretta, proprio nella risposta di Cirillo (Adversus Orientales). Di lui possediamo anche una decina di lettere indirizzate a vescovi suoi contemporanei. 